# Tóth András (színművész)
Tóth András (Budapest, 1992. március 8. –) magyar színművész.

## Élete
Édesapja görögkatolikus pap, ezért gyerekkorában összesen kilenc helyen élt. A győri Czuczor Gergely Bencés Gimnáziumban érettségizett, mellette a Keleti István Művészeti Iskolában ismerkedett meg a színészettel, ahol stúdiós volt. 2010–2015 között a Színház- és Filmművészeti Egyetem hallgatója volt, egyetemi gyakorlatát a Miskolci Nemzeti Színházban töltötte, melynek tagja is lett később. 2017–2021 között a Vígszínház tagja volt. 2021-től szabadúszó.

## Színházi szerepei
- William Shakespeare: Lóvátett lovagok (Pille, Armado apródja) 2022-
- William Shakespeare: Szentivánéji álom (Thisbe, Egy Illuminált Úr) – 2016/2017
- Dés László – Geszti Péter – Grecsó Krisztián: A Pál utcai fiúk (Kolnay) – 2016/2017
- Arthur Miller: Istenítélet (Salemi Boszorkányok) (Szereplő) – 2015/2016
- William Shakespeare: Athéni Timon (Kupidó, Lucius) – 2014/2015
- Deres Péter – Máthé Zsolt – Nagy Nándor: Robin Hood (Kevin, Vadász) – 2014/2015
- Csokonai Vitéz Mihály: Karnyóné (Lázár, Boltos Legény) – 2014/2015
- Pintér Béla – Darvas Benedek: Parasztopera (Fiú) – 2014/2015
- Heinrich Von Kleist: Az Eltört Korsó (Walter Szolgája) – 2014/2015
- Tom Lycos – Stefo Nantsou: Kövek (Shy Boy) – 2014/2015
- Petőfi Sándor: János vitéz (A Kondérban) – 2013/2014
- Heinrich Von Kleist: Amphitryon (Szereplő) – 2013/2014
- William Shakespeare: Vízkereszt, vagy amit akartok (Fábián, Olívia Háznépének Tagja) – 2013/2014
- Anton Pavlovics Csehov: Három Nővér Gyakorlatok (Szereplő) – 2013/2014
- Federico García Lorca: Vérnász (Hold) – 2013/2014
- William Shakespeare: Hamlet (Szereplő) – 2012/2013
- Kapecz Zsuzsa – Ernst Theodor Amadeus Hoffmann – Gothár Péter: Diótörő (Szereplő) – 2012/2013

## Televíziós és filmszerepei
- Hidegzuhany (magyar kisjátékfilm, 2010)
- Barátok közt (2010–2021)
- Egynyári kaland (2016) ...Simon
- Most van most (2019) ...Gubó
- Doktor Balaton (2021, 2022) ...mentős, beteg
- Toxikoma (2021) ...Károly
- Oltári történetek (2022) ...Darvas Máté
- Gólkirályság (2023–) ...szurkoló
- Hunyadi (2025) ...nemes